# Гавриші (станція)
Гавриші — проміжна залізнична станція 5-го класу Сумської дирекції Південної залізниці між зупинними пунктами Сухини та Семенів Яр. Розташована у однойменному селищі Гавриші Богодухівського району Харківської області.
Відстань до станції Харків-Пасажирський — 66 км.

## Пасажирське сполучення
На станції зупиняться всі приміські поїзди Сумського та Люботинського напрямків.